# Билотайте, Агне
Агне́ Билотайте́ (лит. Agnė Bilotaitė; род. 29 января 1982, Клайпеда) — литовский политический и государственный деятель. Член партии Союз Отечества — Литовские христианские демократы. Министр внутренних дел Литвы с 11 декабря 2020 года. Член Сейма Литвы с 17 ноября 2008 года.

## Биография
Родилась 29 января 1982 года в Клайпеде.
В 2000 году окончила гимназию «Ветрунге» в Клайпеде. В 2006 году окончила факультет социальных наук Клайпедского университета, получила степень бакалавра политических наук. В 2004 году по программе обмена училась в Университете бундесвера в Мюнхене. В 2012 году получила степень магистра права в Университете имени Миколаса Ромериса.
В 2003 году создала семейный бизнес по перевозке грузов автомобильным транспортом.
В 2006 году вступила в Союз Отечества. В 2009—2013 годах возглавляла молодёжное отделение партии, в 2012—2013 годах — Клайпедское районное отделение партии.
По результатам парламентских выборов 2008 года впервые избрана членом Сейма по партийному списку. Переизбиралась на выборах 2012 года и выборах 2016 года по партийному списку. По результатам парламентских выборов 2020 года избрана членом Сейма в одномандатном округе Панеряй-Григишкес, соперницей во втором туре была кандидат Партии свободы Рита Бальчюнене (Rita Balčiūnienė). Сменила в Сейме Линаса Бальсиса (Партия зелёных Литвы).
После выборов 2020 года право-центристские политические силы: Союз Отечества — Литовские христианские демократы, Движение либералов и Партия свободы сформировали правительство под руководством Ингриды Шимоните. Агне Билотайте 11 декабря 2020 года стала министром внутренних дел Литвы.
Кроме родного литовского владеет английским, немецким и русским языками.

## Личная жизнь
Замужем за предпринимателем Гинтасом Петрусом (Gintas Petrus), который в качестве водителя принимал участие в ралли «Дакар» в Африке, в ралли «Африка Эко Рейс» и в ралли «Дакар» в Саудовской Аравии. Двое сыновей: Йонас (Jonas; род. 2017) и Бенас (Benas; род. 2019).